# Самодива
 Тази статия е за митичното същество.  За селото в Южна България вижте Самодива (село).  
Самодивите, самовилите или вилите са митични същества в славянската митология, описвани и изобразявани обикновено с външния вид на красиви жени. В някои митологични сюжети, предимно в регионите на Южна Полша (особено в Силезия) и Словакия самодивите притежават и крила.
Разновидност на самодивите са юдите, които обаче са винаги стари, грозни и злонамерени.

## Етимология на думата
Вили се споменават в български източници от XIII век – като елемент на топоними и във връзка с осъждани езически практики. Формата самовила е известна от XV век, а самодива – от XVIII век, и в двата случая като осквернители на християнски празници.
Вила има праславянски корен със значение на необуздана сила, сходно с вилнея и виелица. Дева идва от праиндоевропейския корен дал думите за божество в множество езици, като е възможно по-късно този произход да е смесен с легендите за диви хора, живеещи в горите. Представката само- има определителен характер, подсилващ значението на корена.

## Външен вид
Самодивите са неземно красиви, вечно млади моми, с тънка снага („самодивска“), с дълги коси и чародеен поглед, който замайва и дори убива. Имат скрити под мишниците им леки крила, с които могат да летят. Облечени са с много тънки полупрозрачни бели ризи или бял сукман, препасан със зелен пояс (зуница, забунче, зунка, опас) с цветовете на дъгата, но с преобладаване на зеления цвят. Облеклото е ключ към свръхестествените сили на самодивите, като ако то им се отнеме, те се подчиняват на човека. На главата си често носят венец от самодивско цвете, който също има магически свойства.
Въоръжени са с лъкове и стрели, които са носели отвлечените от тях моми и момци.
В някои региони вярват, че самодивите са невидими същества – но могат да ги виждат съботниците (родени в събота срещу Задушница или пред Великден), родените в полунощ на Бъдни вечер и през мръсните дни, повтараците (отбити и отново засукали бебета), мешаните деца (деца на самодива и простосмъртен мъж), както и кучета с „четири очи“ (с две контрастни петна над веждите).

## Местообитания
Живеят под грамадни стари дървета, в изоставени колиби или в тъмни пещери, край реки, извори и кладенци. Планини, свързани с тях са Беласица, Рудина планина, Витоша, в по-малка степен Рила, Родопите и Стара планина, а Пирин и Средна Гора им са любимите. Явяват се на земята от пролетта до есента (от Благовещение до Секновене). През зимата живеят в митичното село Змейково.

## Поведение
При мръкване самодивите отиват край води – езера, вирове, извори – събличат се голи, къпят се, перат дрехите си и ги простират да съхнат на лунна светлина, пазейки зорко да не ги открадне някой. След това се събират на една и съща поляна в най-отдалечените гъсти гори, наречена хорище и цяла нощ играят боси вълшебно хоро. Обичат музиката, особено мелодиите на кавала, затова често отвличат овчари, като ги карат да им свирят. Самодивите се страхуват от слънчевата светлина, поради което на развиделяване бързо напускат хорището и се скриват.
Понякога се проявяват като работни жени, особено по жътва, и подпомагат работата на невестите с деца. В повечето случаи обаче са враждебно настроени към хората – заключват водните извори, стръвно преследват и убиват овчарите, задето опустошават пасищата им, отвличат хубави моми и невести или им причиняват беди от завист и злина. Въпреки че са с човешки облик, при срещи с хората самодивите могат да се превръщат в животни – например вълци. Почитат християнските празници – особено Великден – и похищават, ослепяват или убиват хората, които не ги спазват.
Самодивите яздят едри (сури) елени, които имат крила и могат да летят, като използват за юзди и камшик змии. Ако по време на лов човек убие такъв елен, покровителката му отмъщава жестоко на ловеца, като го ослепява или му праща болест, следвана от сигурна смърт. За такива болни се казвало, че са болни от самодивска болест и ако посмеели да се появят на хорище, тамошните самодиви веднага ги разпознавали и ги умъртвявали със смъртоносни писъци.
Самодивите се побратимяват с юнаци и с мъже, които са им направили добрина – стават техни покровителки и дори раждат от тях деца, от които израстват славни юнаци като Секула детенце. Крали Марко е откърмен от самодива и Вида Баздърджийка му е посестрима.
Ако някой мъж успее да открадне булото ѝ (т.нар. сянка), тя се превръща в обикновена жена и му се покорява. Такава самодива минава през венчило, ражда, но не става добра майка и домакиня, а използва всяка възможност да си върне откраднатото и съответно свободата, като изоставя децата си. Понякога самодиви пристават по собствено желание, но обсебват любимия си без остатък и го измъчват с прищевките си до смърт. Дори и създала семейство, самодивата избягва, когато успее да си върне булото.
Според някои представи самодивите били умрели жени, но най-грешните, които не ги искат ни на земята, ни на небето. Ако харесат някоя жена, тя умира преждевременно и се превръща в самодива. Отвлечените от тях девойки също стават самодиви.
Според други предания самодиви стават жени, умрели девствени.

## Предпазване
В народните вярвания от самодиви предпазва носенето на чесън, кост от мъртва жена, змийска кожа, ципа от новородено, пепел, тамян, прекръстване, запалване на огън или цигара.

## Известни самодиви
- Гюрга – посестрима на Крали Марко[2]
- Дена – кърмачка на Секула Детенце[2]
- Магда – баячка и магесница,[2] посестрима на билярки[3]
- Магда – посестрима на дърварите[2]
- Радка – на овчари и пастири
- Стана – посестрима на свирците и кавалджиите[2]

Други споменавани по име самодиви са Ирина, Ангелина, Вида Баздарджийка, Стойна, Яна, Сирма, Гермеруда.

## Самодивите в българския фолклор и поезия
Песните, посветени на самодиви, самовили, юди и орисници, са значителен брой. Основните сюжети са:
- самодива се надсвирва с овчар / самодиви убиват овчари и разпръскват стадата им
- самодиви отвличат девойка
- самодива иска откуп живи хора от село, за да не го разруши
- самодива се бие с юнак за контрол над водите или земите

## Други
На самодивите е наречена улица в квартал „Драгалевци“ в София (Карта).